# Hippiasz Pizystratyda

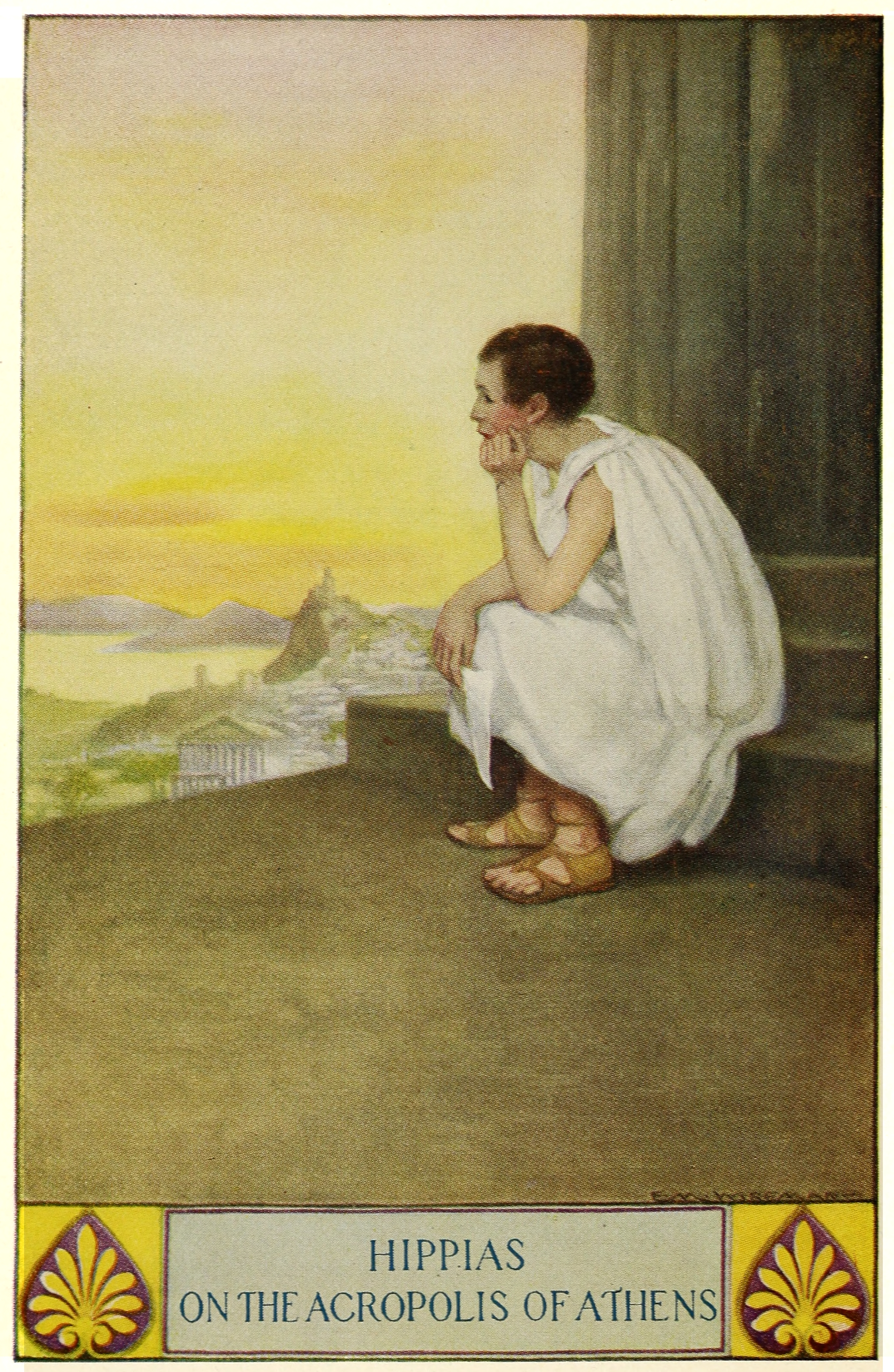
Hippiasz rozmyślający w Atenach

Hippiasz Pizystratyda (gr. Ἱππίας ὁ Ἀθηναῖος VI w. p.n.e.) – tyran Aten. Jeden z dwóch synów tyrana Aten Pizystrata. Początkowo sprawował rządy wraz z bratem Hipparchem, aż do jego zabójstwa (zamach Harmodiosa i Aristogejtosa). Po śmierci Hipparcha Hippiasz, w obawie o swe życie, stał się podejrzliwy, co skłoniło go do okrucieństwa i rządów „silnej ręki”. To spowodowało wzrost opozycji, która przy pomocy Sparty zmusiła Hippiasza do opuszczenia Aten, co nastąpiło w 510 p.n.e.

## Początki rządów braci Pizystratydów
Hipiasz był najstarszym synem tyrana Aten Pizystrata. Po śmierci ojca w 527 roku p.n.e., wraz ze swoim bratem Hipparchem przejął władzę nad Atenami. Młodzi tyrani odziedziczyli stabilne państwo. Ich rządy przyniosły rozwój sztuki i literatury. Z dworem braci związani byli, między innymi poeci Anakreont i Simonides, muzyk Lasos z Hermiony, czy orficki bard Onomakritos.
Wkrótce jednak sytuacja polityczna ateńskich przywódców uległa pogorszeniu. Dotychczasowy sojusznik Aten – Tesalia zaczęła przeżywać kryzys. Jednocześnie wzmocnieniu uległa pozycja Sparty, która zawiązała wymierzone przeciw Atenom porozumienie polityczne. W 519 roku Sparcie udało się wywołać konflikt Aten z Tebami. Wojna przyniosła Atenom korzyści terytorialne, ale doprowadziła do umocnienia się w Tebach stronnictwa antyateńskiego. Powstałe napięcie między tymi miastami służyło interesom Sparty.

## Próba zamachu na życie Pizystratydów
W 514 roku doszło w Atenach do próby obalenia rządów synów Pizystrata. Na czele spisku stali młodzi arystokraci Harmodios i Aristogejton. Zamachu dokonano podczas święta Wielkich Panatenajów. Spiskowcom nie udało się jednak zrealizować do końca swoich planów. Hipparch został co prawda zabity, ale Hippiaszowi udało się ujść cało. Szybko zebrał wierne oddziały i opanował sytuację. Uczestnicy spisku zostali straceni lub skazani na wygnanie. Hippiasz nakazał także rozbrojenie mieszkańców Aten.

## Rządy Hippiasza po śmierci brata
Rządy Hippiasza po śmierci Hiparcha cechowały się okrucieństwem i represjami. Po rozbrojeniu Ateńczyków, Hippiasz mógł polegać tylko na oddziałach najemników i tesalskich sojusznikach.
Jeden z wygnanych arystokratów Klejstenes z rodu Alkmeonidów podjął próbę wtargnięcia do Attyki i obalenia tyranii. Jednak jego działania nie spotkały się z poparciem mieszkańców i zakończyły się niepowodzeniem. Wówczas Klejstenes i jego zwolennicy zwrócili się o pomoc do Sparty. Spartanie po zasięgnięciu opinii wyroczni w Delfach zdecydowali się wspomóc Alkmeonidów. W 511 roku niewielkie siły spartańskie wylądowały w Zatoce Faleron, jednak wojska Hippiasza zadały im klęskę. Hippiasz w obawie przed nową inwazją podjął przygotowania do obrony. W 510 roku król Sparty Kleomenes I na czele wielkiej armii ruszył na Ateny. Hippiasz wyruszył jej na spotkanie, ale w bitwie poniósł klęskę. Wycofał się wówczas do Aten, a wojska spartańskie obległy Akropol. Według Herodota, dobrze ufortyfikowany i zaopatrzony Akropol mógł się bronić długo. Jednak Spartanom udało się pojmać dzieci Hippiasza. W tej sytuacji tyran, w obawie o ich los, zdecydował się poddać i zgodził się na opuszczenie Aten w ciągu pięciu dni.

## Dalsze losy Hippiasza po opuszczeniu ojczyzny
Po opuszczeniu Aten Hipiasz udał się na dwór perskiego satrapy Sardes, który zapewnił mu schronienie. W 490 roku powrócił do Grecji wraz z perską armią, która pod wodzą Dariusza wyruszyła na jej podbój. Jednak wojska perskie zostały pokonane w bitwie pod Maratonem. Hippiasz stracił życie według jednej wersji w samej bitwie, w której walczył po stronie perskiej. Według innej wersji zmarł w czasie odwrotu.